# American Beauty/American Psycho
| 전문가 평가          | 전문가 평가 |
| 총 점수              | 총 점수     |
| 출처                 | 점수        |
| -------------------- | ----------- |
| AnyDecentMusic?      | 6.4/10      |
| 메타크리틱           | 72/100      |
| 평가 점수            |             |
| 출처                 | 점수        |
| AllMusic             | [ 5 ]       |
| Alternative Press    | [ 6 ]       |
| The A.V. Club        | B+          |
| Entertainment Weekly | A           |
| The Guardian         | [ 9 ]       |
| Los Angeles Times    | [ 10 ]      |
| Paste                | 7.0/10      |
| Rolling Stone        | [ 12 ]      |
| Spin                 | 6/10        |
| USA Today            | [ 14 ]      |

《American Beauty/American Psycho》(《AB/AP》로 약칭되기도 함)는 미국의 팝 록 밴드 폴 아웃 보이의 여섯 번째 스튜디오 음반으로, 2015년 1월 16일, 아일랜드 레코드를 통해 《Save Rock and Roll》 (2013년)의 후속작으로 발매되었다. 2014년 중반 파라모어와 함께 투어하는 동안 밴드가 음악을 작곡했고, 새 음반으로 발전했다.
음반 발매 전에는 음반이 아직 완성되지 않은 상태에서 2014년 9월 9일에 발매된 8배 플래티넘 톱 10 리드 싱글 〈Centuries〉가 발매되었다. 음반의 타이틀곡은 2014년 12월 15일, 영국에서 두 번째 싱글로 발매되었으며, 그 한 달 전인 11월 24일, 라디오 시사회를 받았다. 《American Beauty/American Psycho》는 미국 빌보드 200 차트에서 첫 주에만 218,000장의 음반 판매량을 기록하며 1위로 데뷔했으며, 이후 영국과 캐나다에서 골드 인증을 받았다. 2016년 3월 1일, 이 음반은 미국에서 100만 장의 플래티넘 인증을 받았다.

## 배경 및 녹음
폴 아웃 보이는 2014년 여름, 동료 미국 밴드 파라모어와 함께 Monumentour에서 이전 발매한 《Save Rock and Roll》 (2013년)을 홍보하면서 여섯 번째 스튜디오 음반을 위해 작곡을 시작했다. 얼마 지나지 않아 녹음이 시작되었고, 수록곡 〈Centuries〉가 가장 먼저 작사 및 녹음되었다. 11월 말까지 모든 곡이 작곡되었고 음반은 80% 완성되었지만 여전히 완성이 필요했다. 밴드는 이전 음반을 만들면서 음악 녹음 방식이 공백기 이후 다르다는 것을 깨닫기 시작했지만 《American Beauty/American Psycho》 녹음을 위한 변화를 완전히 수용했다. 프로듀서 제이크 싱클레어는 노트북 데모로 녹음된 부품이 최종 제품에 적용될 수 있다는 사실을 밴드에 깨닫게 했다.
〈Centuries〉가 발매된 이후 밴드는 이 음반이 빠르면 "2015년 초"에 발매될 수 있다고 말했다. 베이시스트 피트 웬츠는 이 새 음반의 사운드에 대해 "다윗 vs 골리앗"이라고 설명했고, 웬츠는 "브라이언 히엇이 "모던 록의 문제는 모던 록이 아니라는 것"이라고 트위터에 올렸다. "록은 아빠들이 찾을 수 있도록 기타 센터의 기묘한 작은 구석으로 밀려나서는 안 됩니다. 세바스티앵에게 연락하면서 우리는 미래지향적인 대신 과거로 돌아갈 수 있는 무언가를 만들고 싶었습니다."라고 말했다. 패트릭 스텀프는 "제가 말할 수 있는 것은 어떤 사람들은 좋아할 것입니다. 어떤 사람들은 싫어할 것입니다. 우리 네 명은 이 음반을 많이 좋아해서 행복합니다."

## 제목 및 커버 아트
음반 제목의 "American Beauty" 절반은 그레이트풀 데드의 음반과 1999년 영화에서 따온 것이다. "American Psycho" 절반은 브렛 이스턴 엘리스의 책과 그 후 2000년 영화를 참조한 것이다. 커버 아트에는 얼굴 절반에 검은색 별과 줄무늬가 그려진 10대 소년 (제이크 칼렌)이 백악관 앞에 서 있는 모습이 담겨 있다. 칼렌은 커버 모델 오디션에 참가했고, 화보 촬영은 로스앤젤레스에서 진행되었다. 칼렌은 "그들은 매우 어둡고 화가 나 있고 매우 화가 나 있는 것을 보고 싶어했습니다. 제가 해낸 것 같아요. 꽤 잘한 것 같아요."라고 말했다.

## 곡 목록
모든 곡들은 특별한 언급이 없는 한 피트 웬츠, 패트릭 스텀프, 조 트로먼 그리고 앤디 헐리에 의해 작사/작곡하였다.
| #   | 제목                                | 작사·작곡                                                                                          | 재생 시간 |
| --- | ----------------------------------- | -------------------------------------------------------------------------------------------------- | --------- |
| 1.  | 〈Irresistible〉                    | | 3:26      |
| 2.  | 〈American Beauty/American Psycho〉 | 웬츠, 스텀프, 트로먼, 헐리, 세바스티앵 아코테보조비치, 니키 식스                                   | 3:15      |
| 3.  | 〈Centuries〉                       | 웬츠, 스텀프, 트로먼, 헐리, J. R. 로템, 마이클 J. 폰세카, 라자 쿠마리, 저스틴 트랜터, 수잔 베가    | 3:48      |
| 4.  | 〈The Kids Aren't Alright〉         | | 4:20      |
| 5.  | 〈Uma Thurman〉                     | 웬츠, 스텀프, 트로먼, 헐리, 제이크 싱클레어, 와카스 해시미, 자렐 영, 리엄 오도넬, 잭 마셜, 밥 모셔 | 3:31      |
| 6.  | 〈Jet Pack Blues〉                  | | 2:59      |
| 7.  | 〈Novocaine〉                       | | 3:46      |
| 8.  | 〈Fourth of July〉                  | 웬츠, 스텀프, 트로먼, 헐리, 라이언 로트, 싱클레어                                                  | 3:44      |
| 9.  | 〈Favorite Record〉                 | | 3:23      |
| 10. | 〈Immortals〉                       | | 3:09      |
| 11. | 〈Twin Skeleton's (Hotel in NYC)〉  | | 3:40      |

## 인증
| 국가                                                                                         | 인증     | 판매량/출하량 |
| -------------------------------------------------------------------------------------------- | -------- | ------------- |
| 캐나다 (뮤직 캐나다)                                                                         | 골드     | 40,000^       |
| 덴마크 (IFPI Danmark)                                                                        | 플래티넘 | 20,000        |
| 싱가포르 (RIAS)                                                                              | 골드     | 5,000*        |
| 영국 (BPI)                                                                                   | 플래티넘 | 300,000       |
| 미국 (RIAA)                                                                                  | 플래티넘 | 1,000,000     |
| *판매량을 기반으로 한 인증 · ^출하량을 기반으로 한 인증 · 판매량+스트리밍을 기반으로 한 인증 |          |               |